# کاترین ندربا
کاترین ندربا (انگلیسی: Catherine Ndereba؛ زادهٔ ۲۱ ژوئیهٔ ۱۹۷۲) دونده ماراتن، دونده دو استقامت، و ورزشکار دو و میدانی اهل کنیا است.